# Diospyros plectosepala
Diospyros plectosepala är en tvåhjärtbladig växtart som beskrevs av William Philip Hiern. Diospyros plectosepala ingår i släktet Diospyros och familjen Ebenaceae. Inga underarter finns listade i Catalogue of Life.